# Chicago at Carnegie Hall
Chicago at Carnegie Hall es el primer álbum en vivo de la banda de rock estadounidense Chicago, publicado en 1971 como un box set compuesto por cuatro discos. El álbum alcanzó la posición No. 3 en la lista de éxitos Billboard 200. Fue certificado como disco de oro dos semanas después de su lanzamiento y como disco de platino en 1986.

## Lista de canciones

### Disco 1
1. "In the Country" - 10:36
2. "Fancy Colours" - 5:16
3. "Does Anybody Really Know What Time It Is?" - 6:21

### Disco 2
1. "South California Purples" - 15:36
2. "Questions 67 and 68" - 5:37

### Disco 3
1. "Sing a Mean Tune Kid" - 12:55
2. "Beginnings" - 6:30

### Disco 4
1. "It Better End Soon" - 15:56

### Disco 5
1. "Introduction" 7:11
2. "Mother" - 8:22
3. "Lowdown" - 4:00

### Disco 6
1. "Travel Suite: 1. Flight 602" - 3:32
2. "Travel Suite: 2. Motorboat to Mars" - 3:01
3. "Travel Suite: 3. Free" - 5:16
4. "Where Do We Go From Here" - 4:10
5. "I Don't Want Your Money" - 5:24

### Disco 7
1. "Travel Suite 6: Happy Cause I'm Going Home" - 7:57
2. "Ballet for a Girl in Buchannon" - 15:26

### Disco 8
1. "A Song for Richard and His Friends" - 7:00
2. "25 or 6 to 4"	- 6:36
3. "I'm a Man" - 8:52

## Créditos
- Peter Cetera - bajo, voz
- Terry Kath - guitarra, voz
- Robert Lamm - teclados, voz
- Lee Loughnane - trompeta, percusión, coros
- James Pankow - trombón, percusión, coros
- Walter Parazaider - instrumentos de viento, percusión, coros
- Danny Seraphine - batería